# Федюково (Волоколамский район)
Федюково — деревня в Волоколамском районе Московской области России. Входит в состав городского поселения Сычёво. Население — 10 чел. (2010).
В деревне родился Герой Советского Союза Михаил Кузнецов.

## География
Деревня Федюково расположена на западе Московской области, в восточной части Волоколамского района, между Волоколамским и Новорижским шоссе примерно в 20 км к востоку от центра города Волоколамска. На территории зарегистрировано три садовых товарищества. Связана автобусным сообщением с городом Истрой и посёлком городского типа Сычёво. Ближайший населённый пункт — деревня Шелудьково.

## Население
| 1852 | 1859 | 1926 | 2002 | 2006 | 2010 |
| ---- | ---- | ---- | ---- | ---- | ---- |
| 170  | ↗180 | ↗202 | ↘13  | ↘7   | ↗10  |

## История
В «Списке населённых мест» 1862 года Федюково — казённая деревня 2-го стана Волоколамского уезда Московской губернии по правую сторону почтового Московского тракта (из Волоколамска), в 19 верстах от уездного города, при безымянной речке, с 23 дворами и 180 жителями (90 мужчин, 90 женщин).
По данным на 1890 год входила в состав Аннинской волости Волоколамского уезда, число душ мужского пола составляло 83 человека.
В 1913 году — 30 дворов.
По материалам Всесоюзной переписи населения 1926 года — центр Федюковского сельсовета Аннинской волости, проживало 202 жителя (76 мужчин, 126 женщин), насчитывалось 45 крестьянских хозяйств, имелась школа.
С 1929 года — населённый пункт в составе Волоколамского района Московского округа Московской области. Постановлением ЦИК и СНК от 23 июля 1930 года округа как административно-территориальные единицы были ликвидированы.
1929—1954 гг. — деревня Язвищевского сельсовета Волоколамского района.
1954—1963 гг. — деревня Чисменского сельсовета Волоколамского района.
1963—1965 гг. — деревня Чисменского сельсовета Волоколамского укрупнённого сельского района.
1965—1994 гг. — деревня Чисменского сельсовета Волоколамского района.
В 1994 году Московской областной думой было утверждено положение о местном самоуправлении в Московской области, сельские советы как административно-территориальные единицы были преобразованы в сельские округа.
1994—2006 гг. — деревня Чисменского сельского округа Волоколамского района.
С 2006 года — деревня городского поселения Сычёво Волоколамского муниципального района Московской области.

## Достопримечательности
У деревни Федюково находится автодром Moscow Raceway, принимающий соревнования международного уровня.